# Živinice (kommun)
Kommunen Živinice (bosniska: Grad Živinice, kyrillisk skrift: Град Живинице) är en kommun i kantonen Tuzla i nordöstra Bosnien och Hercegovina. Kommunen hade 57 765 invånare vid folkräkningen år 2013, på en yta av 290,67 km².
Av kommunens befolkning är 91,91 % bosniaker, 4,34 % kroater, 0,95 % bosnier, 0,93 % romer och 0,42 % serber (2013).